# Tomann Rozália
Tomann Rozália (Keszthely, 1950. augusztus 14. –) olimpiai- és háromszoros világbajnoki bronzérmes kézilabdázó.

## Pályafutása
Tomann Rozália 1950. augusztus 14-én született Keszthelyen. 1970 és 1980 között a magyar válogatottban 172 mérkőzésen lépett pályára, amellyel három világbajnoki (1971, 1975, 1978) és egy olimpiai (1976) bronzérmet szerzett. 1978-ban KEK-győztes az FTC-vel.